# Aigue Brun
Der Aigue Brun ist ein Fluss in Frankreich, der im Département Vaucluse in der Region Provence-Alpes-Côte d’Azur verläuft. Er entspringt an der Nordflanke des Grand Luberon, im Gemeindegebiet von Auribeau, entwässert generell in südwestlicher Richtung durch den Regionalen Naturpark Luberon und mündet nach rund 23 Kilometern im Gemeindegebiet von Lauris als rechter Nebenfluss in die Durance.

## Hydrologie
Der Aigue Brun ist der einzige permanent wasserführende Fluss im Luberon.

## Orte am Fluss
- Sivergues
- Puyvert

## Sehenswürdigkeiten
- Muschelbrücke über den Fluss im Gemeindegebiet von Bonnieux – Monument historique[5]
- Ruinen des Fort Buoux auf einem hochgelegenen Felsvorsprung